# Anvendt matematik
Anvendt matematik er matematik anvendt på andre fagområder, såsom bioinformatik, datalogi, ingeniørkunst, kryptografi, landmåling, økonomi m.fl. Det står i modsætning til ren matematik, som ikke har noget praktisk mål, omend der er ikke en klar grænse mellem de to. Ud over de velkendte matematiske emner som differential- og integralregning benytter den anvendte matematik ofte teknikker fra numerisk analyse, talteori, statistik, grafteori m.fl.